# Julius Menendez
Julius Menendez (16. dubna 1922, East St. Louis, Illinois – 14. dubna 2013, Gilroy, Kalifornie) byl americký sportovec a trenér. Trénoval box a fotbal, vedl olympijské reprezentace USA v obou sportech a v roce 1960 koučoval Cassia Claye při jeho na olympijských hrách v Římě, kde tento boxer, později známý v profesionálním ringu jako Muhammad Ali, získal zlato.

## Život
Jako boxer Menendez vyhrál v roce 1947 národní soutěž Golden Gloves do 147 liber (67 kilogramů), v profesionální kariéře (1946 až 1948) měl bilanci 14 vítězství (z toho tři k.o.), jeden zápas nerozhodně a dvě porážky. V letech 1947 až 1950 hrál poloprofesionální fotbalovou ligu města San Francisco. Poté vystudoval Stanfordovu univerzitu a věnoval se profesi pedagoga a trenéra.
Jako jediný vedl reprezentaci USA ve dvou různých sportech. Na Letních olympijských hrách 1960 byl hlavním trenérem boxerské reprezentace, za kterou Cassius Clay (pozdější Muhammad Ali), Eddie Crook Jr a Wilbert McClure získali zlaté medaile. Bylo to tehdy teprve podruhé, co boxeři Spojených států vybojovali více než dvě zlaté medaile na jedné olympiádě.
Později nastoupil u fotbalové reprezentace USA. Na olympijských hrách 1972 byl asistentem trenéra (USA skončily v základní skupině) a o čtyři roky později před olympiádou v Montrealu hlavním koučem, americký tým ale byl vyřazen už v kvalifikaci Mexikem.
Byl též klíčovou postavou fotbalového týmu San Jose State University, který pod jeho vedením hrál nepřetržitě 36 sezón (od roku 1954), z toho 22krát v řadě v šampionátu zvítězil (1963 až 1984) a 11krát postoupil do celostátního šampionátu NCAA. Boxerský tým San Jose dovedl k titulu v mistrovství NCAA celkem třikrát.
Napsal několik knih o boxu a fotbalu.
Byl ženatý (manželka Doris rozená Goulterová) a měl dva syny a dceru.